# Senna alata

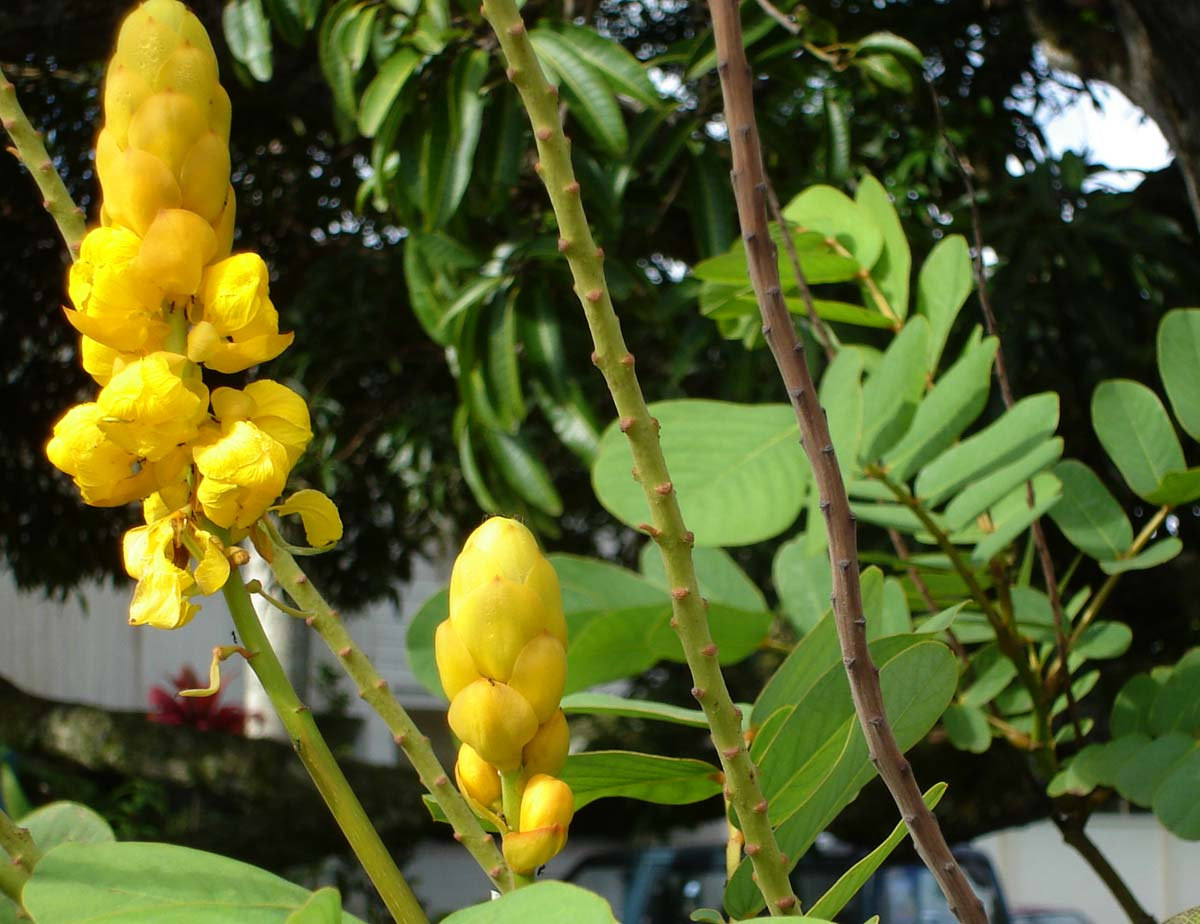
Inflorescencias y follaje

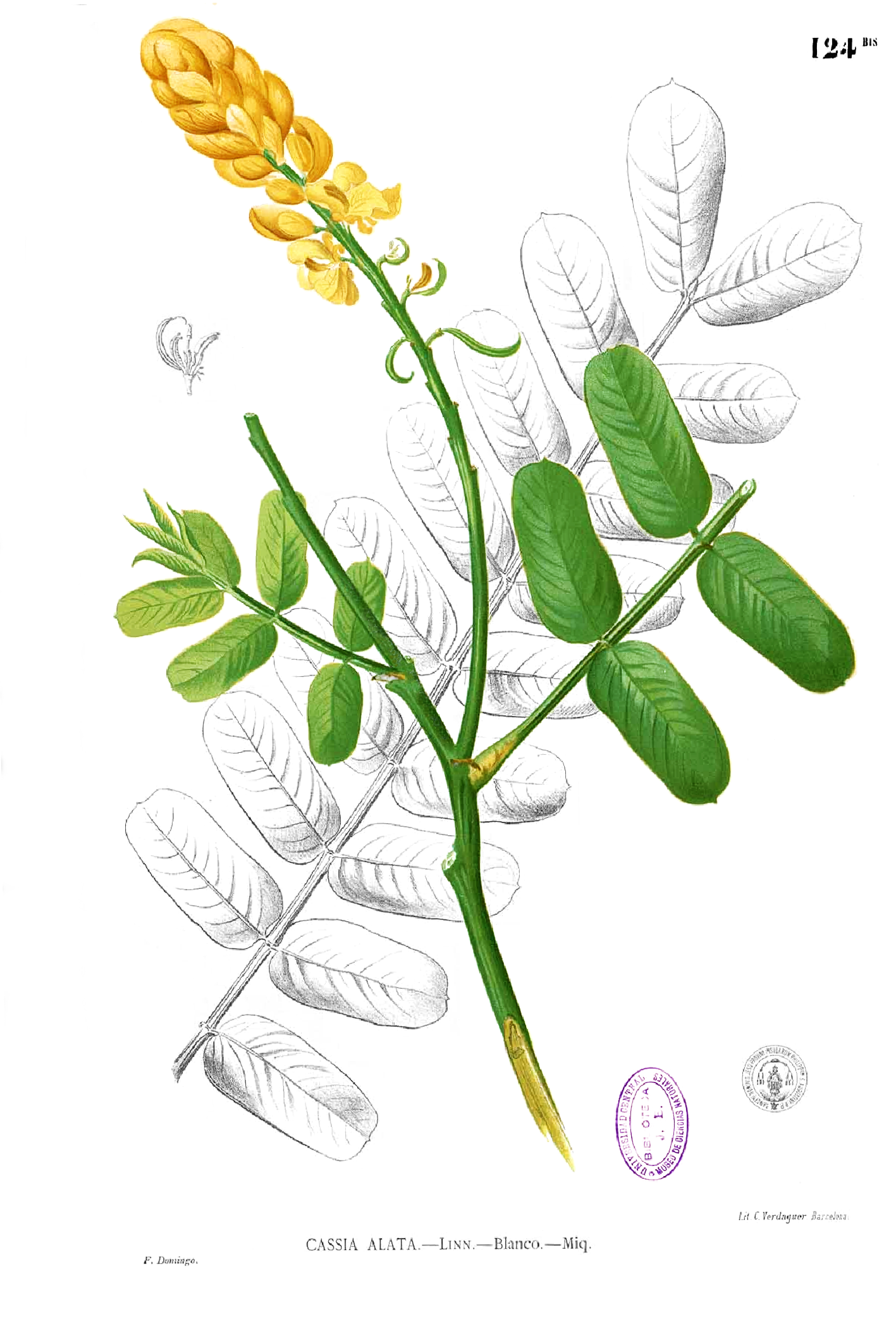
Ilustración

Senna alata es una planta fanerógama de la subfamilia Caesalpinioideae. Es considerada un árbol medicinal y también usada como planta ornamental.

## Distribución y hábitat
Senna alata es originaria de México, y se puede encontrar en diversos hábitats. En los trópicos crece hasta una altitud de 1.200 metros. Se trata de una especie invasora en Indonesia . En Sri Lanka es utilizada como un ingrediente de la medicina tradicional cingalesa.

## Descripción
Son arbustos, que alcanza un tamaño de 1–4 m de alto, menudamente puberulentos pero de apariencia glabra. Hojas 30–70 cm de largo; folíolos 7–14 pares, acrescentes hacia arriba, ampliamente obovado-oblongos y obtusos, los más grandes 7–19 cm de largo y 3.5–9.5 cm de ancho; nectario ausente, raquis 10–60 cm de largo, terminando en una lámina herbácea y recurvado-conduplicada de 2.5–4.5 mm de largo, pecíolos verdaderos reducidos o casi reducidos a un pulvínulo descolorido de 10–35 mm de largo, estípulas triangular-lanceoladas, 6–16 mm de largo, auriculadas y semiamplexicaules, caducas a subpersistentes. Racimos con numerosas flores, densos antes de la antesis pero el eje alargándose, hasta 15–60 cm de largo, pedúnculos 6.5–17 cm de largo, brácteas sobre las yemas florales, caducas antes de la antesis, pedicelos 5–11 mm de largo; sépalos ligeramente distintos, 11–16 mm de largo; pétalos subheteromorfos, el vexilar más largo de 15–23 mm; anteras de los 2 estambres abaxiales lunulado-lanceoladas, 9.5–13 mm de largo, truncadas; estilo 4–5.5 mm de largo, óvulos 44–58. Fruto ascendente, ampliamente linear, recto o casi recto, tetragonal, 11–18 cm de largo y 2–2.8 cm de ancho incluyendo las alas, 2-carinado en las suturas y alado hasta la mitad de cada valva, las alas 4–9 mm de ancho, crenadas, valvas papiráceas, negruzcas; semillas areoladas.

## Cultivo
Las vainas son de color marrón oscuro casi recta o casi negro, de unos 15 cm de largo y 15 mm de ancho. A ambos lados de las vainas no es un ala que corre a lo largo de la vaina. Las legumbres contienen de 50 a 60 , semillas aplanadas y triangulares.
Cassia alata es fácil de cultivar a partir de semillas. Las semillas pueden ser sembradas ya sea directa o iniciados en un vivero.

## Usos medicinales
Cassia alata o Senna alata es a menudo llamada el "arbusto de la tiña", debido a sus propiedades fungicidas muy eficaces para el tratamiento de la tiña y otras infecciones micóticas de la piel. Las hojas se muelen en un mortero para obtener una especie de "algodón verde". Este se mezcla con la misma cantidad de aceite vegetal y después se frota sobre la zona afectada 2-3 veces al día. Una preparación fresca se debe hacer todos los días. Sus ingredientes activos incluyen el amarillo ácido crisofánico.
Su efecto laxante, debido a su contenido en antraquinona, también está bien probado.

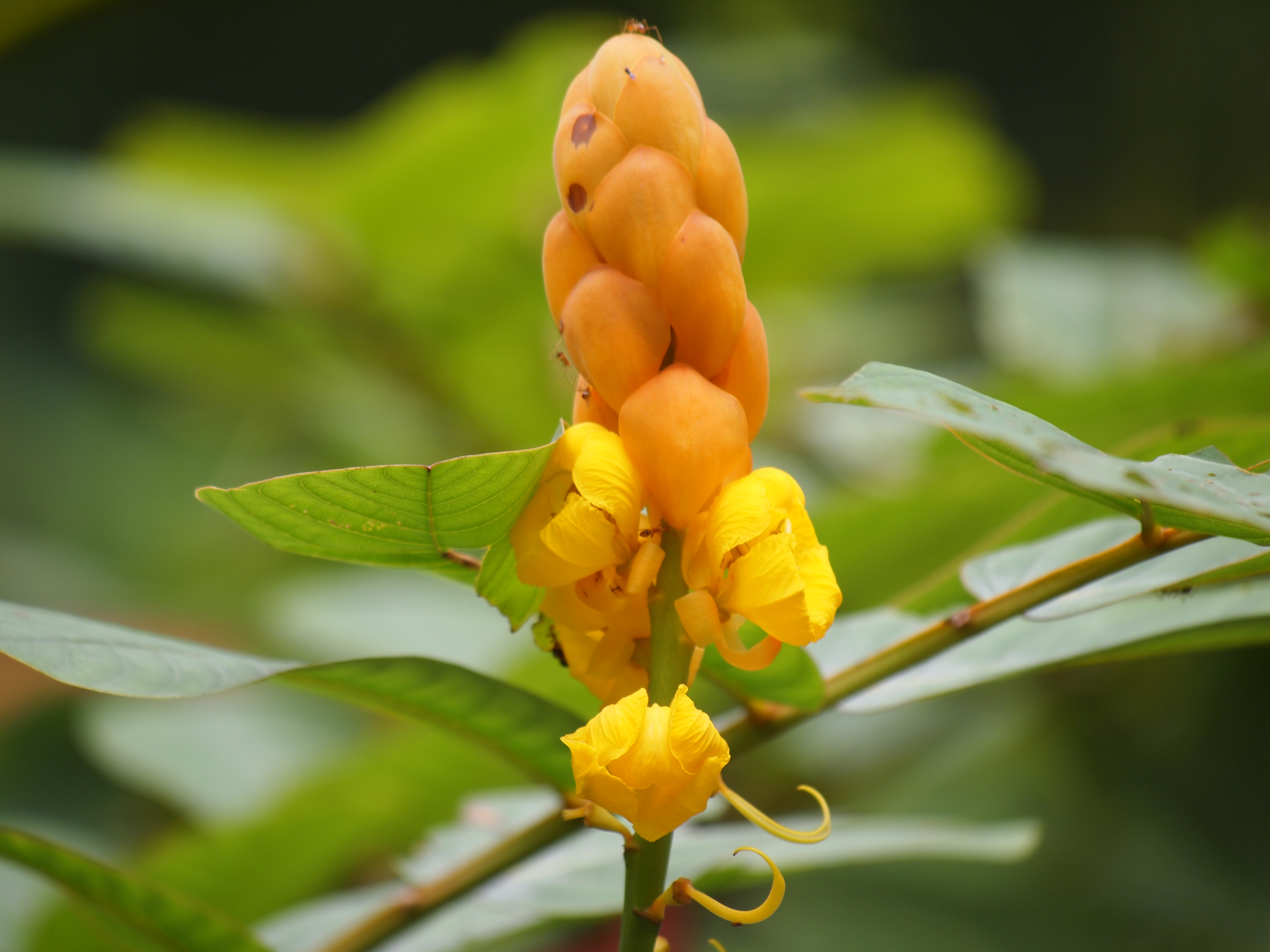
Cassia alata 2n Malasia

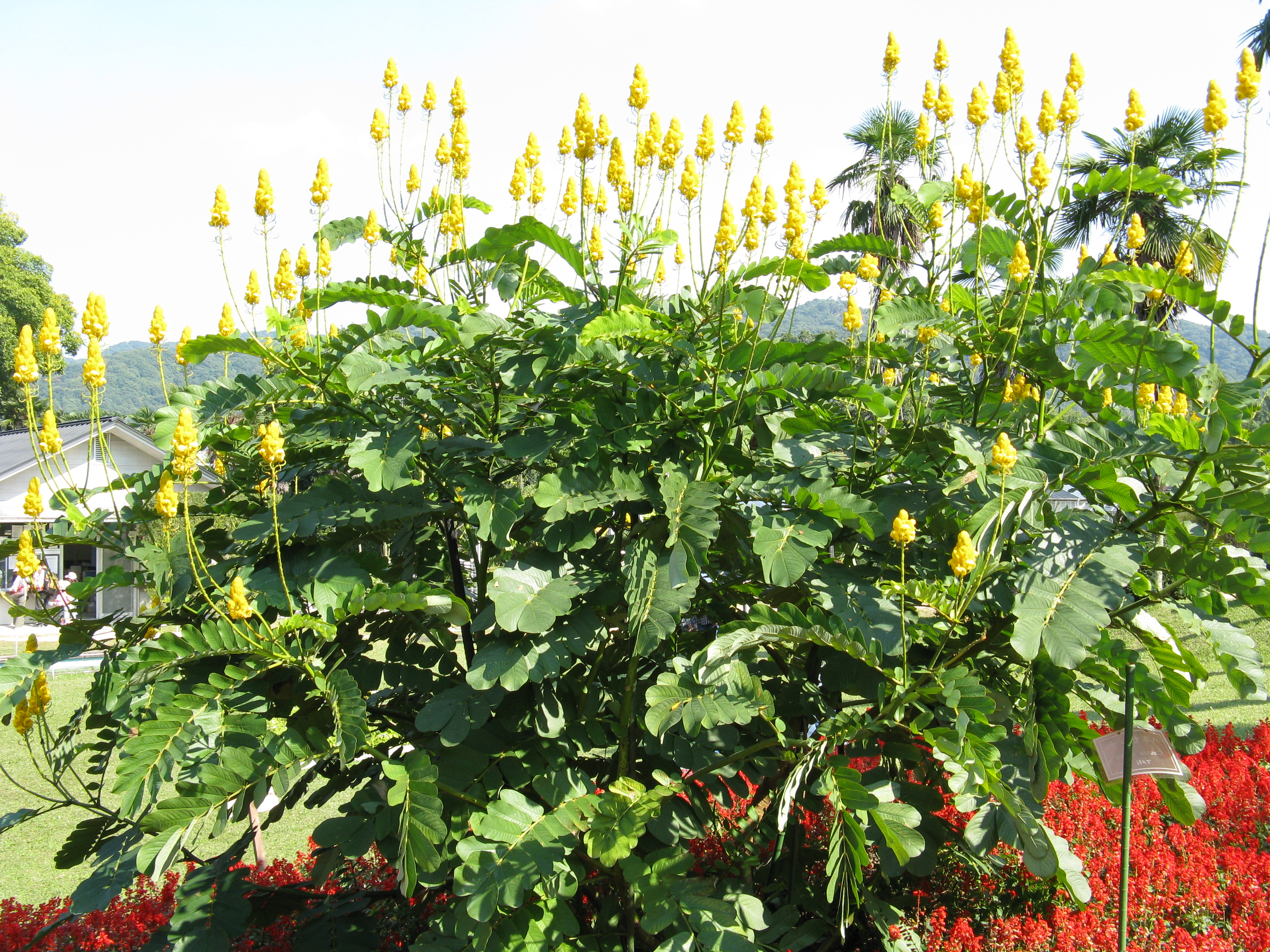
Vista de la planta

Sus aplicaciones incluyen el tratamiento de afecciones de la piel: granos graves o tlacotes (Morelos), contra jiotes y ”tiña”; se muele la hoja cruda con un poco de sal y se aplica en el lugar afectado (Guerrero). También es recomendada para atender las paperas.
Historia
El Códice Florentino, en el siglo XVI menciona: ”puestas las hojas y las raíces molidas en agua es de utilidad para los apostemas”. En el mismo siglo, Francisco Hernández de Toledo comenta ”machacado y untado cura las rozaduras”. Para el siglo XX, Maximino Martínez la reporta como anticrotálico, antipirético, antisifilítico, catártico, contra dermatosis, diaforético, diurético y para curar enfermedades venéreas.
Química
En los frutos se ha reportado la presencia de glicósidos de rhein y aloe-emodina y en las hojas aloe-emodina, crisofanol (oxisofanol), emodina reína, isochrysophanoly physcion-1-glycoside, y los glicósidos kaempferol y antraquinona sitosterol, emodina, reína.

## Taxonomía
Senna alata fue descrita por (L.) Roxb. y publicado en Flora indica; or, descriptions of Indian Plants 2: 349. 1832.
Sinonimia
- Cassia alata L. basónimo
- Cassia alata L. var. perennis Pamp.
- Cassia alata L. var. rumphiana DC.
- Cassia bracteata L.f.
- Cassia herpetica Jacq.
- Cassia rumphiana (DC.) Bojer
- Herpetica alata (L.) Raf.[4]

## Nombres comunes
- En Cuba: guacamaya francesa[5]
- En Filipinas: acapulco, sonting.[5]
- Colombia: Martín Galvis.Portal de revistas | UPB